# Aristocypha spuria
Aristocypha spuria – gatunek ważki z rodziny Chlorocyphidae. Stwierdzony w północnych i północno-wschodnich Indiach, południowych Chinach (prowincja Junnan) i Mjanmie.